# Fort de La Présentation
 (novembre 2023).
Si vous disposez d'ouvrages ou d'articles de référence ou si vous connaissez des sites web de qualité traitant du thème abordé ici, merci de compléter l'article en donnant les références utiles à sa vérifiabilité et en les liant à la section « Notes et références ».
Fort de La Présentation, également connu sous le nom de Fort-de-la-Galette fut un fort français construit au XVIIIe siècle en Nouvelle-France.

## Histoire
Dès la fin du XVIIIe siècle, au lieu-dit La Galette, une anse située en amont de Montréal, sur le fleuve Saint-Laurent, fut établi un premier fortin afin de faciliter et sécuriser la navigation sur le Saint-Laurent en direction des chutes du Niagara. Cette première casemate fut appelée Fort-de-la-Galette.
En 1749, un prêtre sulpicien, François Picquet, édifia une mission religieuse à la confluence de la rivière Oswegatchie et du fleuve Saint-Laurent près de ce poste militaire canadien. Cette mission, appelée Mission de La Présentation, fut fortifiée et devint le fort de La Présentation, connu également sous le nom de Fort-de-la-Galette.
En 1755, le capitaine Claude-Nicolas de Lorimier de La Rivière est nommé commandant du fort de La Présentation. De nombreux Amérindiens de la nation Iroquois, fidèles à la France, se réfugièrent dans ce fort, lors de la guerre de Sept Ans.
En 1759, face à l'intensité des combats et à la menace anglaise, le fort de La Présentation fut abandonné au profit du fort Lévis.
En 1760, les forces britanniques prirent le fort et le renommèrent fort Oswegatchie.
Après la guerre d'Indépendance, les Américains nommèrent ce fort, Ogdensburg, qui devint la ville actuelle de Ogdensburg située dans l'État de New York.